# 木戸浦隆一
木戸浦 隆一（きどうら りゅういち、1934年（昭和9年）7月10日 - 1999年（平成11年）10月17日）は、日本の政治家。北海道函館市長（4期）、北海道議会議員（1期）、函館市議会議員（1期）。

## 経歴
北海道亀田郡亀田村（のち亀田町→亀田市、現・函館市）出身。1957年、明治大学法学部卒業。マツダ販売勤務を経て、東一運送社長となる。1979年から函館市議会議員を1期、1983年に北海道議会議員（自由民主党）を1期務めた後、1986年、柴田彰市長の辞職に伴う函館市長選挙に立候補して当選し、以来連続4期務める。
在職中は青函トンネルの開通とそれに伴う青函連絡船の廃止、これを記念しての青函博の開催、はまなす国体の開催（1989年<平成元年>）などがあった。4期目途中の1999年（平成11年）4月、病気のため市長を退任した。同年10月に死去した。

## 施策
- ソフト
  - 公共施設設備基金の開設[2]
  - 国際観光都市宣言
  - ウラジオストク（ロシア）とレイク・マコーリー（オーストラリア）との姉妹都市提携
  - 市の魚としてイカを制定
- ハード
  - 若松ふ頭にイカモニュメントを設置（ふるさと創生事業）
  - スポーツ施設千代台公園野球場、千代台公園陸上競技場、函館市民プール50mプールの改築整備。
  - 函館市交通局東雲線（宝来町 - 松風町間）、本線（函館駅前 - ガス会社前間）・宮前線（ガス会社前 - 五稜郭公園前間）を廃止しつつバスロケーションシステム、乗車カードシステム、新車2000形、3000形を導入。800形を8000形にリニューアル改造へ。500形509号のカラオケ電車化改造。観光用として箱館ハイカラ號を改造整備。
  - 公立はこだて未来大学開学
  - 北海道新幹線函館駅乗り入れ構想 - 新幹線の函館駅乗入れについて北海道との覚書を交わす

### 実現できなかった施策
- 水族館構想 - 「湯の川マリンパーク構想」[3][4]。